# Gontim
Gontim ist ein Ort und eine ehemalige Gemeinde (Freguesia) im Norden Portugals.
Gontim gehört zum Kreis Fafe im Distrikt Braga. Die Gemeinde hatte eine Fläche von 3,3 km² und 89 Einwohner (Stand 30. Juni 2011).
Mit 894 Meter über dem Meeresspiegel bildet der Berg Alto de Morgaír den höchsten Punkt im Kreis Fafe.
Am 29. September 2013 wurden die Gemeinden Gontim, Pedraído, Aboim und Felgueiras zur neuen Gemeinde União das Freguesias de Aboim, Felgueiras, Gontim e Pedraído zusammengeschlossen.